# سعيد شيبان
الدكتور سعيد شيبان (2 أبريل 1925 - 4 ديسمبر 2022)، هو أستاذ جزائري في طب العيون، ووزير الشؤون الدينية والاوقاف السابق في حكومة مولود حمروش الأولى (من 9 سبتمبر 1989 إلى 25 يوليو 1990) وحكومة حمروش الثانية (من 25 يوليو 1990 إلى 4 يونيو 1991) والرئيس الأسبق لجمعية العلماء المسلمين الجزائريين، وشقيق الشيخ عبد الرحمن شيبان.

## السيرة
ولد في 2 أبريل 1925 في قرية الشرفة (ولاية البويرة حاليًا)، درس بالمسجد العتيق في القرية، ثم التحق بالمدرسة الابتدائية للأهالي بمشدالة حيث كانت آنذاك المدرسة الوحيدة بالمنطقة، وتحصل بها على شهادة الابتدائية في مايو 1937، التحق بعدها بثانوية ببن عكنون، المقراني حاليا
وحين اندلعت الحرب العالمية الثانية في سنة 1939، انتقلت الثانوية لمدة سنة إلى مدرسة تكوين المعلمين ببوزريعة. وتوقف عن الدراسة من 1942 إلى 1943 بسبب تعرض ثانوية بيجو (الأمير عبد القادر حاليا) للقنبلة من طرف الطائرات الألمانية.، بعد دخول الإنجليز والأمريكان للجزائر ورجع إلى بلدته إلى المسجد العتيق لتعلم العربية بشكل جيد ودرس على يد الشيخ « ارزقي بن شبلة». وفي يوليو 1946، تحصل غلى شهادة الباكالوريا والتحق بالكشافة الإسلامية الجزائرية والنشاط السري لحزب الشعب الجزائري. ثم سافر إلى ألمانيا والتحق بجامعة ستراسبورغ، وفي مارس 1956 شارك في مؤتمر اتحاد الطلبة الجزائريين في باريس وتعرف على محمد الصديق بن يحي ورضا مالك. وشارك في مؤتمر ستراسبورغ مع أحمد طالب الإبراهيمي وبلعيد عبد السلام ومحمد الصديق بن يحي وغيرهم. وشارك في إضراب الطلبة في مايو 1956. ثم في يوليو 1958، قدم أطروحته التي كانت جاهزة قبل عامين. ونجح في عام 1959 في امتحان تخصص طب العيون.
في ماي 1962 أشرف على مستشفى تيزي وزو بطلب من جبهة التحرير الوطني وبقي فيها 6 سنوات. وفي سنة 1969، عين رئيسا لبعثة طبية جزائرية لمساعدة النيجر بسبب الحرب الأهلية. وانتخب أمينا عاما لإتحاد الأطباء الجزائريين في سنة 1974.
في 1979 أسهم مع البروفيسور أحمد عروة في تأسيس الجمعية الجزائرية لتاريخ الطب.
في 1984 ساهم في إعداد المعجم الطبي الموحد. حيث كان عضو لجنة العمل الخاصة بالمصطلحات الطبية العربية.

## تكريم
في 3 مايو 2008، منح الرئيس الجزائري عبد العزيز بوتفليقة وسام الاستحقاق «وسام الأثير» لسعيد شيبان رفقة ثلاث شخصيات متميزة وهي الملحن والموسيقي لمين بشيشي والدكتور زهير ايحدادن (1929-2018) والدكتور المؤرخ مولاي بلحميسي (1930-2009) من مدينة مازونة (ولاية غليزان).

## وفاته
توفي سعيد شيبان في 10 جمادى الأولى 1444هـ الموافق 4 ديسمبر 2022م عن عمر ناهز 97 عامًا، وقد وجه الرئيس الجزائري عبد المجيد تبون رسالة تعزية إلى عائلته، جاء فيها: «تلقيت ببالغ التأثر والأسى نبأ وفاة الدكتور الـمرحوم المجاهد سعيد شيبان، وإذ أستحضر معكم في هذا الابتلاء نضال الفقيد في الحركة الوطنية منذ أن انتمى مبكرًا إلى الكشافة الإسلامية الجزائرية وحزب الشعب، ومكارمه التي استحق بها أستاذًا وطبيبًا ووزيرًا التقدير والاحترام، أتوجه إليكم بخالص التعازي وأصدق مشاعر الـمواساة، داعيا الـمولى عزّ وجلّ أن يلهمكم الصبر والثبات، ويسكن الفقيد جنة الرضـوان .. عظّم الله أجـركُم، وأحسن عزاءكم.»